# Trolleybus van Gera
De trolleybus van Gera was een vorm van openbaar vervoer in Gera, een stad gelegen in het oosten van de Duitse deelstaat Thüringen. De trolleybus werd uitgebaat door de voorganger van de Geraer Verkehrsbetriebe GmbH die heden ten dage instaat voor het tram- en busvervoer in Gera.
Op 2 november 1939 startte de exploitatie van de trolleybus. Gera was hiermee het achtste trolleybusnet in Duitsland en het eerste in Thüringen. Het oorspronkelijke traject vertrok aan de huidige Platz der Republik (voorheen Roßplatz) en liep via de markt en Leumnitz naar de Reußischen kazerne (Dornaer Straße). Al sinds 1935 werd de lijn als busdienst uitgebaat en sinds de jaren 1920 circuleerden plannen voor de bouw van een tramlijn. Omwille van een helling tot 6% ter hoogte van de Nicolaiberg, besliste men na enkele proeven tot de aanleg van een trolleybus. In 1956 kwam in Leumnitz een tussenliggende keerlus in dienst die tijdens de spitsuren gebruikt werd om een hogere frequentie te kunnen aanbieden. In 1964 volgde een lijnverlenging naar het Bergarbeiterkrankenhaus (vertaald: het bergarbeidersziekenhuis, thans Waldklinikum) en in 1973 werd de keerlus in het centrum bij renovatiewerken verlegd naar de Flanzstraße. Het jaar daarop werd de keerlus in Leumnitz opnieuw gedemonteerd omdat de woonuitbreidingsgebieden zich niet in oostelijke maar in westelijke richting ontwikkelden. Op 14 september 1977 eindigde de trolleybusexploitatie in Gera. Enerzijds was het onderhoud van de voertuigen gecompliceerd en tijdrovend, anderzijds werd het stadscentrum in die mate vernieuwd dat er grote trajectwijzigingen hadden moeten gebeuren. Daarom werd gekozen om de exploitatie verder te zetten met dieselbussen.
Naast de oorspronkelijke Büssing/Schumann trolleybussen, kocht het bedrijf in 1946 twee MAN-bussen, in 1955 één Büssing/AEG en 1956 één LOWA. Sinds 1960 kwamen Tsjechoslowaakse Skoda's 8TR (drie stuks) en 9TR (negen nieuwe) en nog eens zes tweedehands uit Berlijn en Dresden in dienst.